# Heidi Hammelová
Heidi B. Hammelová (nepřechýleně Heidi B. Hammel, * 14. března 1960) je americká planetární astronomka, která se intenzivně zabývá studiem Neptunu a Uranu. S využitím Hubbleova vesmírného dalekohledu a Keckových dalekohledů se jí například podařilo objevit nové informace o tmavých skvrnách, planetárních bouřích a prstencích Uranu. Spolupracuje s NASA (National Aeronautics and Space Administrationse, česky Národní úřad pro letectví a vesmír) a v roce 2010 se stala výkonnou viceprezidentkou AURA (Association of Universities for Research in Astronomy, česky Asociace univerzit pro výzkum v astronomii). 
V roce 1989 byla součástí týmu, který snímkoval Neptun pomocí vesmírné sondy Voyageru 2. V roce 1994 vedla tým, který pomocí Hubbleova vesmírného dalekohledu pozoroval srážku sondy Shoemaker-Levy 9 s Jupiterem. V roce 2002 byla vybrána jako interdisciplinární vědkyně pro vesmírný dalekohled Jamese Webba.
Heidi Hammelová se také věnuje popularizaci vědy. V roce 2002 obdržela medaili Carla Sagana, která se uděluje vědcům, kteří výrazně rozšířili chápání planetární vědy širokou veřejností. V roce 2003 se podle časopisu Discover stala jednou z 50 nejvýznamnějších žen v oblasti vědy. Na její počest byl v roce 1996 pojmenován asteroid 3530 Hammel.

## Vzdělání a rodina
Heidi Hammelová se narodila 14. března 1960 v Kalifornii. V roce 1982 získala bakalářský titul na Massachusettském technologickém institutu (MIT) a v roce 1988 titul Ph.D. ve fyzice a astronomii na Havajské univerzitě. Několik let pracovala na postdoktorandské pozici v NASA Jet Propulsion Laboratory v Pasadeně v Kalifornii. Pak se vrátila na MIT, kde strávila téměř devět let jako hlavní vědecká pracovnice na katedře věd o Zemi, atmosféře a planetárních vědách. Heidi Hammelová je nejenom významnou vědkyní, která se věnuje naplno své práci, ale je i matkou tří dětí.

## Kariéra

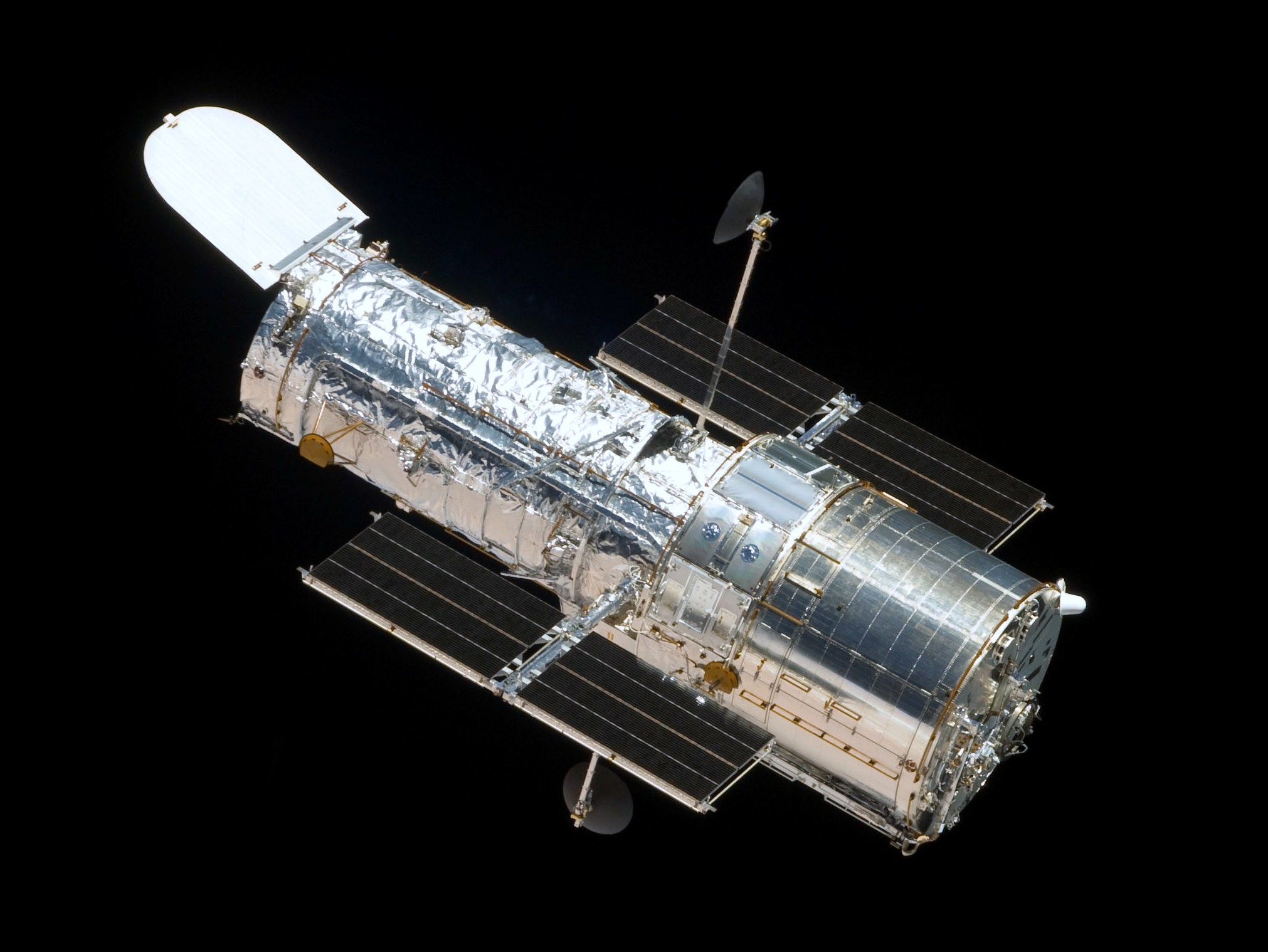
Hubbleův vesmírný dalekohled

Heidi Hammelová byla po ukončení studia zaměstnána jako vedoucí výzkumná pracovnice a spoluředitelka výzkumu ve Space Science Institute v Boulderu v Coloradu. V roce 2002 byla vybrána jako interdisciplinární vědecká pracovnice pro vesmírný dalekohled Jamese Webba, který byl vypuštěn v roce 2021 jako nástupce Hubbleova vesmírného dalekohledu (Hubble Space Telescope, HST).   

Vesmírný dalekohled Jamese Webba

Byla také členkou vědecké pracovní skupiny pro obří zrcadlový dalekohled. Působila ve společné pracovní skupině NASA a NSF Exoplanet Taskforce a v týmu Science and Technology Definition Team pro misi NASA Terrestrial Planet Finder Coronograph.

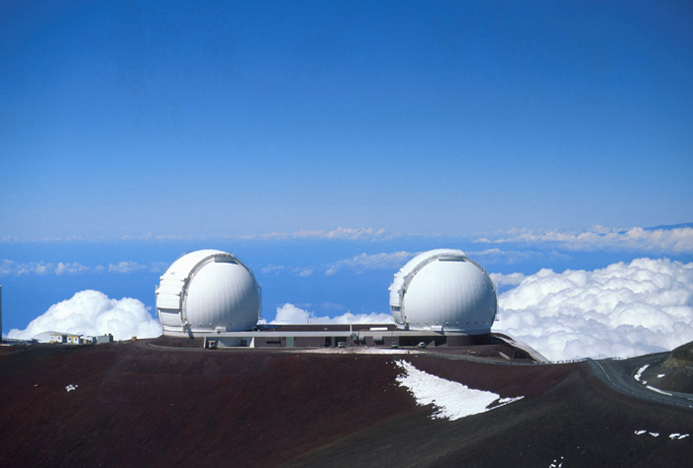
Keckovy dalekohledy

V roce 2010 se Heidi Hammelová stala výkonnou viceprezidentkou Asociace univerzit pro výzkum v astronomii (AURA), konsorcia 44 amerických členů (univerzit, vzdělávacích a neziskových institucí) a 5 mezinárodních poboček. AURA provozuje astronomické observatoře světové úrovně (včetně Hubbleova vesmírného dalekohledu), Národní optické astronomické observatoře, Národní sluneční observatoře a observatoře Gemini.

## Výzkum
Hlavními oblastmi jejího zájmu jsou pozemní a kosmická astronomická pozorování atmosfér vnějších planet a satelitů ve viditelném a blízkém infračerveném pásmu s využitím technologie adaptivní optiky (AO). Ta je používaná ke korekci zobrazovacích chyb, které způsobuje atmosféra Země. Právě nová adaptivní optika Hubbleova vesmírného dalekohledu a Keckových dalekohledů umožnila zachytit ostré snímky a pozorovat detaily povrchu a okolí planet. Některé výzkumné projekty:

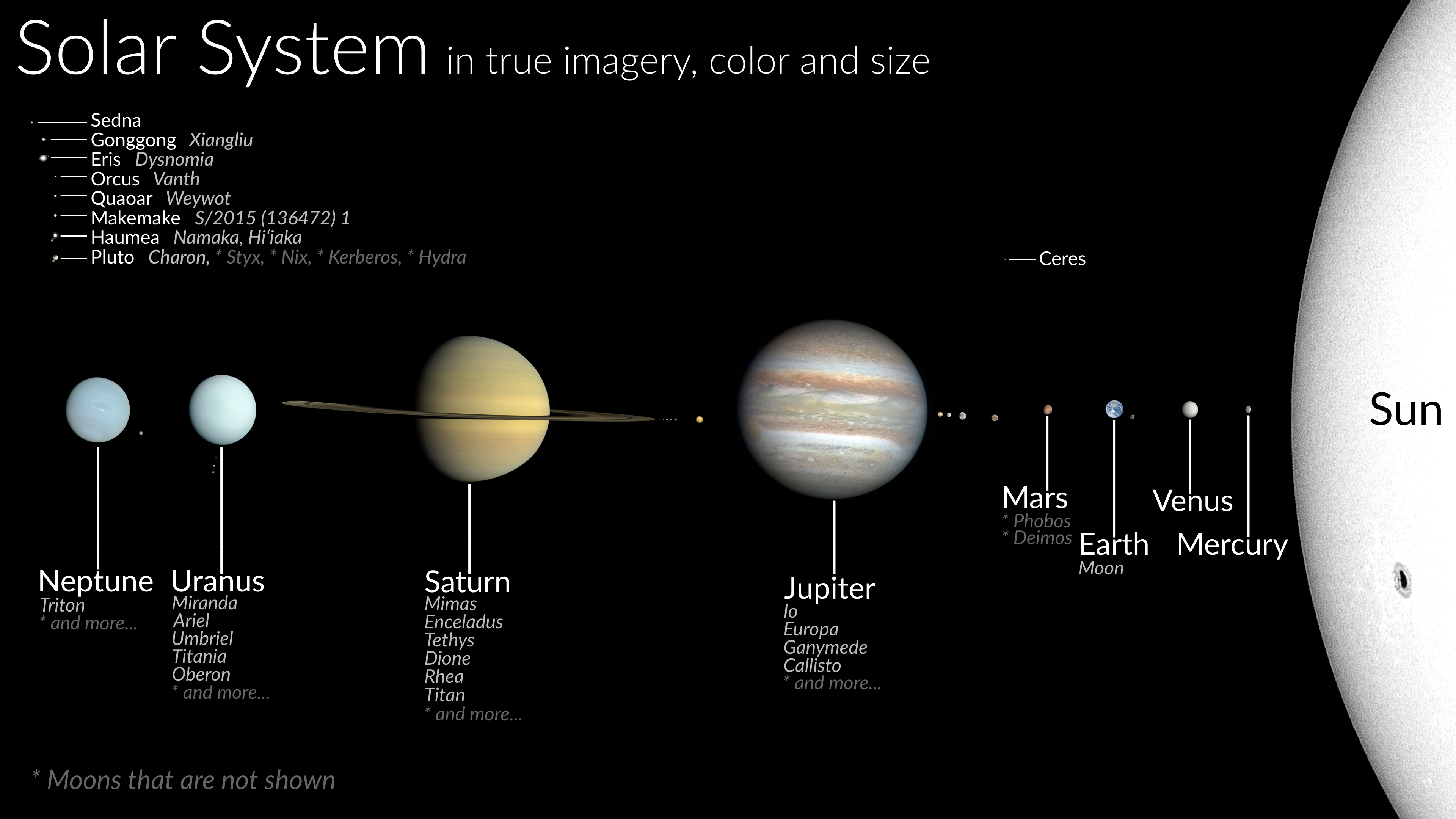
Planety sluneční soustavy

- Voyager 2, Neptun - v roce 1989 byla Heidi Hammelová členkou vědeckého týmu pro snímkování setkání sondy Voyager 2 s planetou Neptun.
- Shoemaker-Levy 9, Jupiter - v roce 1994 vedla Heidy tým, který zkoumal odezvu Jupitera ve viditelné vlnové délce na dopad komety Shoemaker-Levy 9 pomocí Hubbleova kosmického dalekohledu.[22]
- Velká tmavá skvrna, Neptun - Heidi Hammelová byla členkou týmu, který jako první objevil Neptunovu velkou tmavou skvrnu[16][23] - zuřící bouři velkou jako Země. Potom vedla tým Hubbleova kosmického dalekohledu, který zdokumentoval zmizení Velké tmavé skvrny po pouhých několika letech v roce 1994.[24]
- Počasí, Uran - Heidi Hammelová studovala Uran pomocí Keckova dalekohledu od roku 2000.[25] V roce 2003 zaznamenala na nejsevernějších částech planety nejrychlejší vítr, jaký byl kdy na Uranu zaznamenán (rychlost 107 až 111 metrů za sekundu = 240 až 260 mil za hodinu).[26][27][25][20]
- Prstence, Uran - objevila, že devět hlavních prstenců Uranu se skládá z jediné vrstvy částic.[28][26][27][25]
- Zobrazování Neptunu a Uranu - v roce 2014 se její nejnovější výzkum týkal zobrazování Neptunu a Uranu pomocí Hubbleova vesmírného dalekohledu, W. M. Keck Observatory, Mauna Kea Observatory, NASA Infrared Telescope Facility (IRTF), Mauna Kea a dalších pozemských observatoří.[29][30]

## Ocenění
- V roce 1996 získala Heidi Hammelová ocenění za svůj výzkum - cenu Harolda C. Ureyho udělovanou Americkou astronomickou společností pro planetární vědy.[31]
- V roce 1996 získala národní cenu Spirit of American Women za povzbuzování mladých žen, aby se vydaly na netradiční profesní dráhu.[5]
- V roce 1998 získala za popularizaci vědy cenu San Francisco Exploratorium's Public Understanding of Science Award.[32]
- V roce 2000 byla zvolena členem Americké asociace pro pokrok ve vědě.[33]
- V roce 2002 byla za svou práci v oblasti osvěty oceněna medailí Carla Sagana za vynikající komunikaci aktivního planetárního vědce s širokou veřejností a Klumpke-Robertsovou cenu od Pacifické astronomické společnosti za veřejné porozumění a ocenění astronomie.[34][5]
- V roce 2002 ji časopis Discover Magazine označil za jednu z 50 nejvýznamnějších žen ve vědě. Její biografie Beyond Jupiter: The Story of Planetary Astronomer Heidi Hammel byla publikována Národní akademií věd Spojených států amerických jako součást série Women's Adventures in Science.[6][23]
- V roce 2005 se stala členkou správní rady Planetární společnosti.[2]
- V roce 2009 ji udělila Ženská rada Adlerova planetária cenu Women in Space Science Award.[35]
- V červnu 2010 se Heidi Hammelová zúčastnila Světového vědeckého festivalu, který se konal v New Yorku. S pomocí modelu vesmírného dalekohledu Jamese Webba v Battery Parku pohovořila o objevech, které se očekávaly v roce 2014 s vypuštěním vesmírného dalekohledu Jamese Webba.[36] V té době nejvýkonnějšího vesmírného dalekohledu na světě - nástupce Hubbleova vesmírného dalekohledu.

## Filmografie
- Hubble: Secrets from Space, televizní epizoda, 1998
- Nejnebezpečnější planety, televizní epizoda, 2006
- Nahá věda, dvě televizní epizody na National Geographic Channel, 2006–2008
- Hubble's Amazing Universe, TV epizoda, 2008
- Hubble's Cosmic Journey, TV epizoda na National Geographic Channel, 2015
- The Planets and Beyond, TV epizoda na Science Channel, 2018
- Uran a Neptun: Vzestup ledových obrů, TV epizoda How the Universe Works, 2018[16][8][37]